# Fullaraca

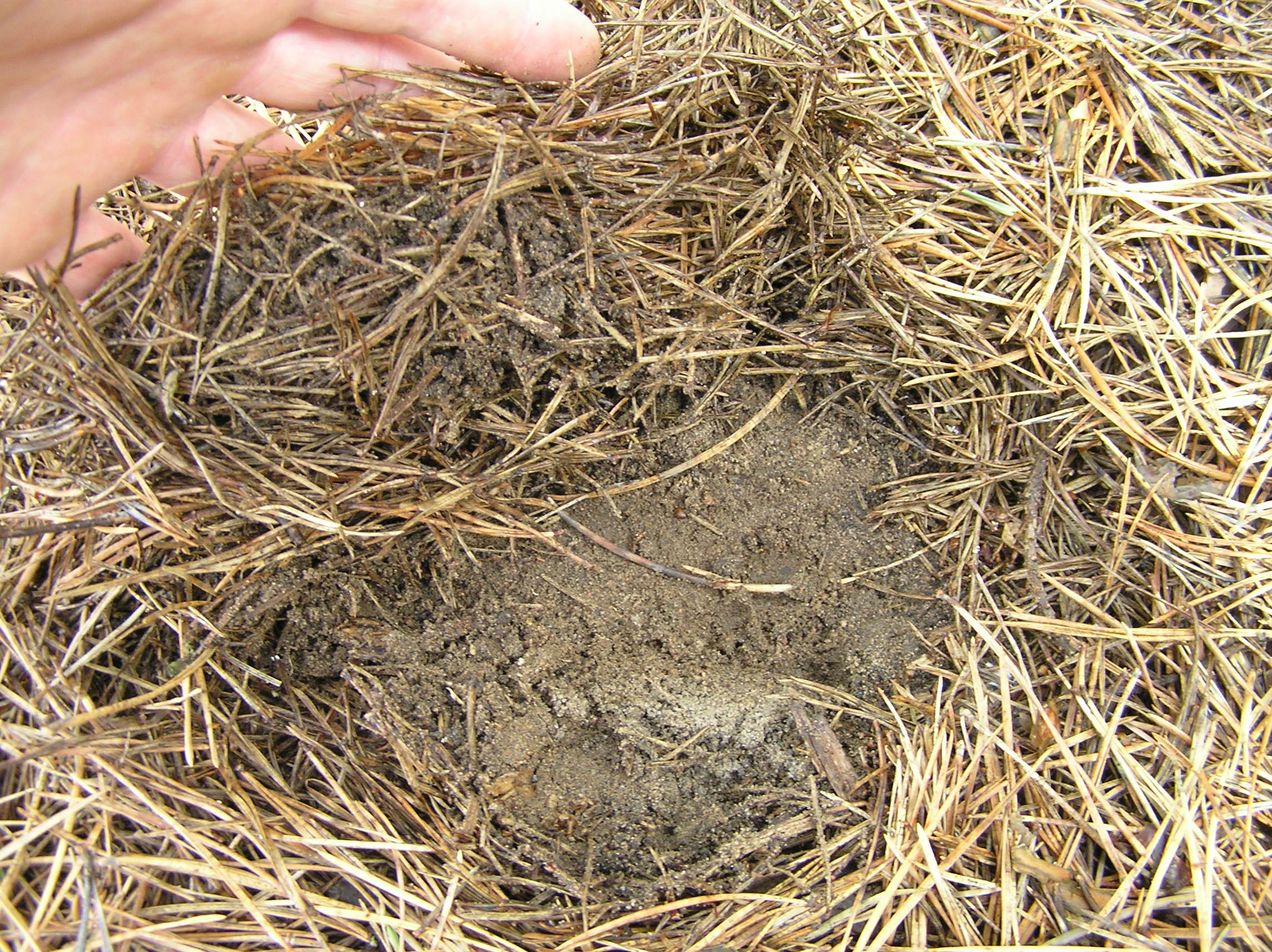
Fullaraca en un bosc de pi roig, sòl àcid i fulles resinoses, sota de la qual poques plantes hi poden viure

La fullaraca o virosta és el conjunt de restes orgàniques poc o gens descompostes acumulades a la superfície del sòl.
En edafologia la virosta és la capa superficial que cobreix el sòl i forma parts dels horitzons que es diuen holorgànics.
La fullaraca està constituïda per matèria orgànica; residus vegetals (fulles, branques, branquillons, pòl·lens, fongs (espores, micelis) i residus animals (excrements i necromassa d'invertebrats essencialment) que es dipositen al sòl al llarg de tot l'any, encara inalterats o poc alterats.
Es parla generalment de la virosta que es troba en el perfil del sòl no cultivat, normalment un sòl forestal. La fullaraca és l'origen de l'horitzó humífer (el més proper a la superfície) d'un sòl.

## Ecologia de les virostes

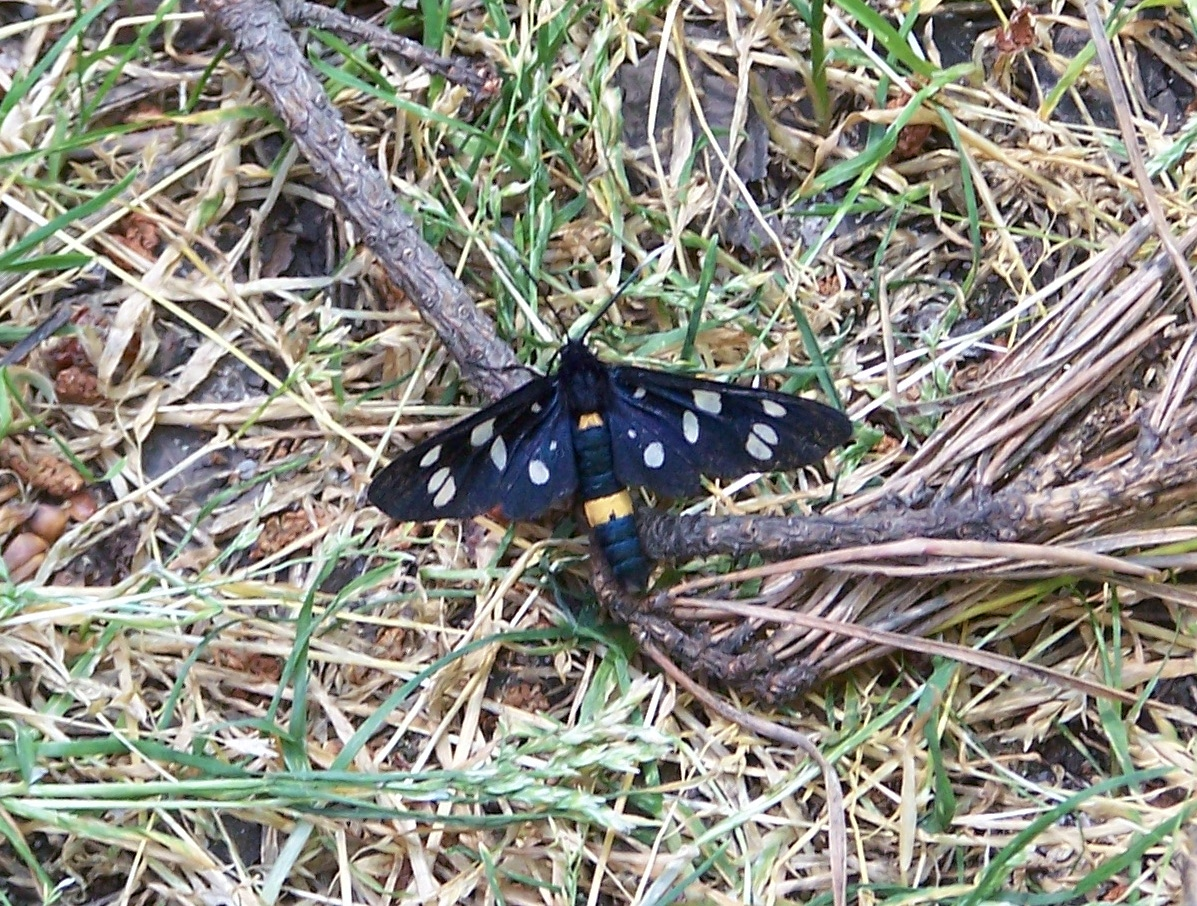
La virosta abriga i nodreix moltes espècies i protegeix el sòl de l'erosió

La fullaraca és un hàbitat essencial per nombroses espècies que participen en el cicle silvogenètic i preparen la bona germinació de moltes llavors i la regeneració natural dels boscos. També protegeix el sòl de l'erosió, de la dessecació, dels raigs solars ultraviolats, de la llum (moltes espècies de la virosta són lucífugues) i dels xocs tèrmics.
Sota l'acció de la microfauna aeròbia (col·lèmbols, àcars, lumbrícids, de certs bolets i de bacteris la virosta es transforma lentament en humus; en el termini d'alguns mesos (en un sòl bàsic a neutre) en diversos anys (en les plantes resinoses o en sòl àcid).
La fullaraca nodreix els organismes detritívors els quals són la presa de molts insectes, aus, rèptils i micromamífers.

L'equivalent agrícola de la fullaraca són la palla i altres residus que s'incorporen periòdicament al sòl cultivat. 

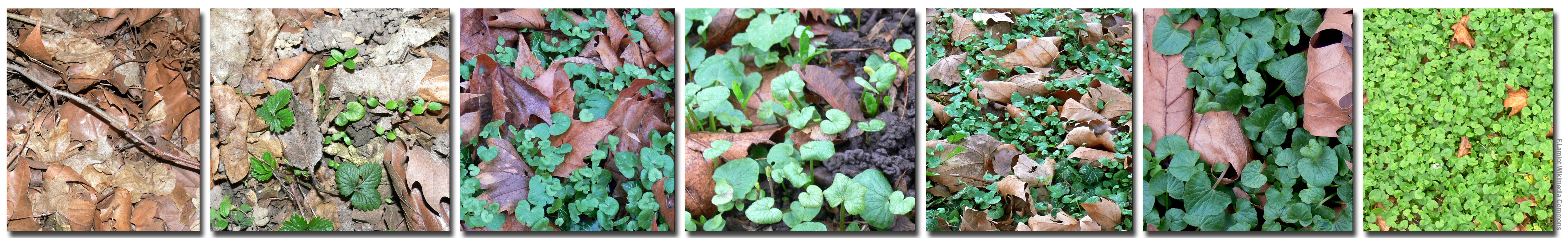
Estadis de la descomposició de gener a març de la fullaraca dels plataners del nord de França